# Nadia (Distrikt)
Nadia (bengalisch: নদীয়া জেলা, Nadīẏā jelā) ist ein Distrikt im indischen Bundesstaat Westbengalen. Er erstreckt sich über eine Fläche von 3927 km². Die Distriktshauptstadt ist Krishnanagar.
Nadia grenzt an die westbengalischen Distrikte Murshidabad im Norden, Bardhaman und Hugli im Westen, sowie Uttar 24 Pargana im Süden. Im Osten ist die Grenze zu Bangladesch.

## Bevölkerung

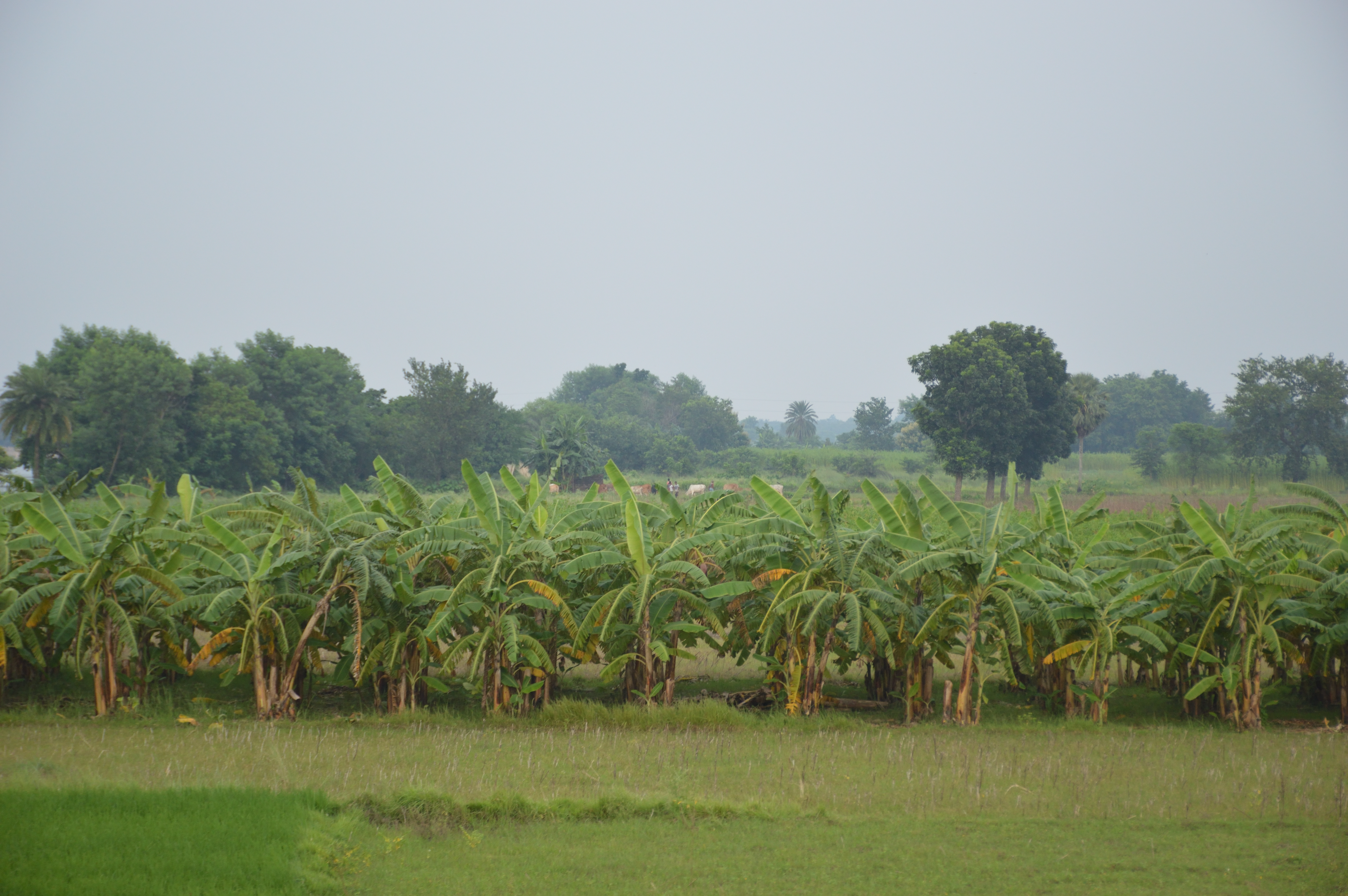
Bananenplantage in Bhaktanagar

### Einwohnerentwicklung
In den ersten Jahrzehnten des 20. Jahrhunderts wuchs die Bevölkerung eher schwach. Dies wegen Seuchen, Krankheiten und Hungersnöten. Seit der Unabhängigkeit Indiens hat sich die Bevölkerungszunahme beschleunigt. Während die Bevölkerung in der ersten Hälfte des 20. Jahrhunderts um rund 48 % zunahm, betrug das Wachstum in den fünfzig Jahren zwischen 1961 und 2011 202 %. Die Bevölkerungszunahme zwischen 2001 und 2011 lag bei 12,22 % oder rund 563.000 Menschen. Offizielle Bevölkerungsstatistiken werden seit 1901 geführt und veröffentlicht.
| Jahr      | 1901    | 1911    | 1921    | 1931    | 1941    | 1951      | 1961      | 1971      | 1981      | 1991      |
| Einwohner | 771.672 | 774.459 | 710.455 | 720.944 | 839.308 | 1.142.686 | 1.711.830 | 2.223.911 | 2.964.253 | 3.852.097 |

### Bedeutende Orte
Im Distrikt gibt es 138 Orte, die als Städte (towns und census towns) gelten. Dennoch ist der Anteil der städtischen Bevölkerung im Distrikt eher gering. Denn nur 1.438.873 der 5.167.600 Einwohner oder 27,84 % leben in städtischen Gebieten. Die acht Orte mit mehr als 50.000 Einwohnern sind:
Weitere Städte mit einer Einwohnerschaft von mehr als 20.000 Personen sind (Einwohnerzahl in Klammern): Taherpur (38.039), Birnagar (30.799), Jagadanandapur (23.822), Cooper’s Camp (23.119), Bagula (22.649) und Aistala (20.662).

### Volksgruppen
In Indien teilt man die Bevölkerung in die drei Kategorien general population, scheduled castes und scheduled tribes ein. Die scheduled castes (anerkannte Kasten) mit (2011) 1.546.917 Menschen (29,93 Prozent der Bevölkerung) werden heutzutage Dalit genannt (früher auch abschätzig Unberührbare betitelt). Die scheduled tribes sind die anerkannten Stammesgemeinschaften mit (2011) 140.700 Menschen (2,72 Prozent der Bevölkerung), die sich selber als Adivasi bezeichnen. Zu ihnen gehören in Westbengalen 40 Volksgruppen. Mehr als 5000 Angehörige zählen die Bhumij (31.577 Personen oder 0,61 % der Distriktsbevölkerung), Oraon (28.897 Personen oder 0,56 % der Distriktsbevölkerung), Munda (25.098 Personen oder 0,49 % der Distriktsbevölkerung), Santal (20.765 Personen oder 0,40 % der Distriktsbevölkerung) und Mal Pahariya (9182 Personen oder 0,18 % der Distriktsbevölkerung).
Die anerkannten Stammesgemeinschaften erreichen nur in den Kleinstädten Belgharia (7,31 %), Haringhata Farm (10,20 %) und Punglia (5,95 %) sowie den Blocks Chakdah (5,33 %), Krishnaganj (6,47 %) und Krishnagar I (5,09 %) nennenswerte Anteile.

## Verwaltung
Politisch ist Nadia in die vier Subdivisionen Kalyani, Krishnanagar, Ranaghat und Tehatta unterteilt. Diese gliedern sich in insgesamt 17 C.D. Blocks (Panchayat Samities) sowie 8 Stadtverwaltungen (Municipalities) und 187 Dorfverwaltungen (Gram Panchayat).

## Sehenswürdigkeiten
Zu den bekanntesten Orten in Nadia gehören Nabadwip und der ISKCON-Hauptsitz Mayapur, sowie der Ort Palashi, wo die historische Schlacht bei Plassey stattfand. 1859 war das Dorf Govindpur Ausgangspunkt der Indigo-Unruhen.

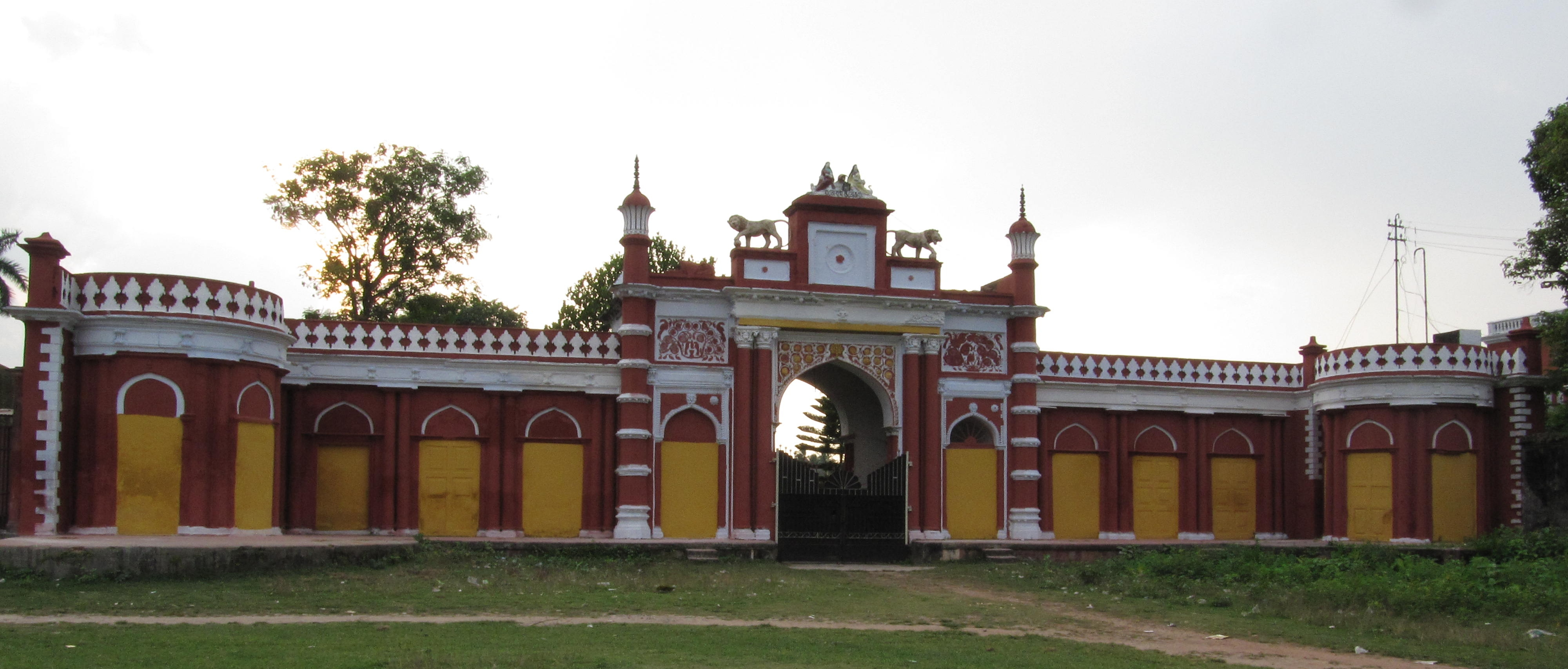
Palast in Krishnagar
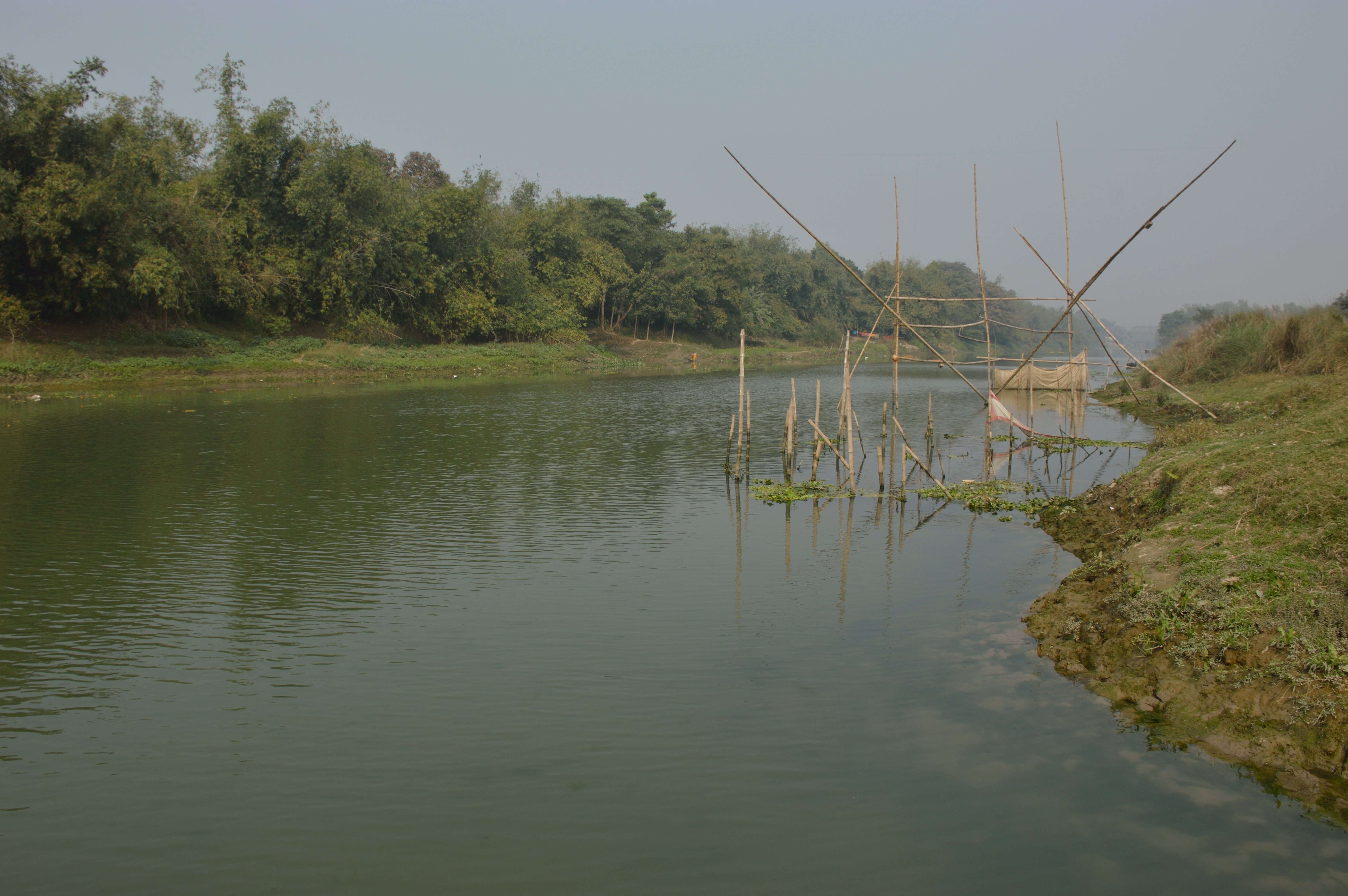
Der Fluss Chuni bei Halalpur
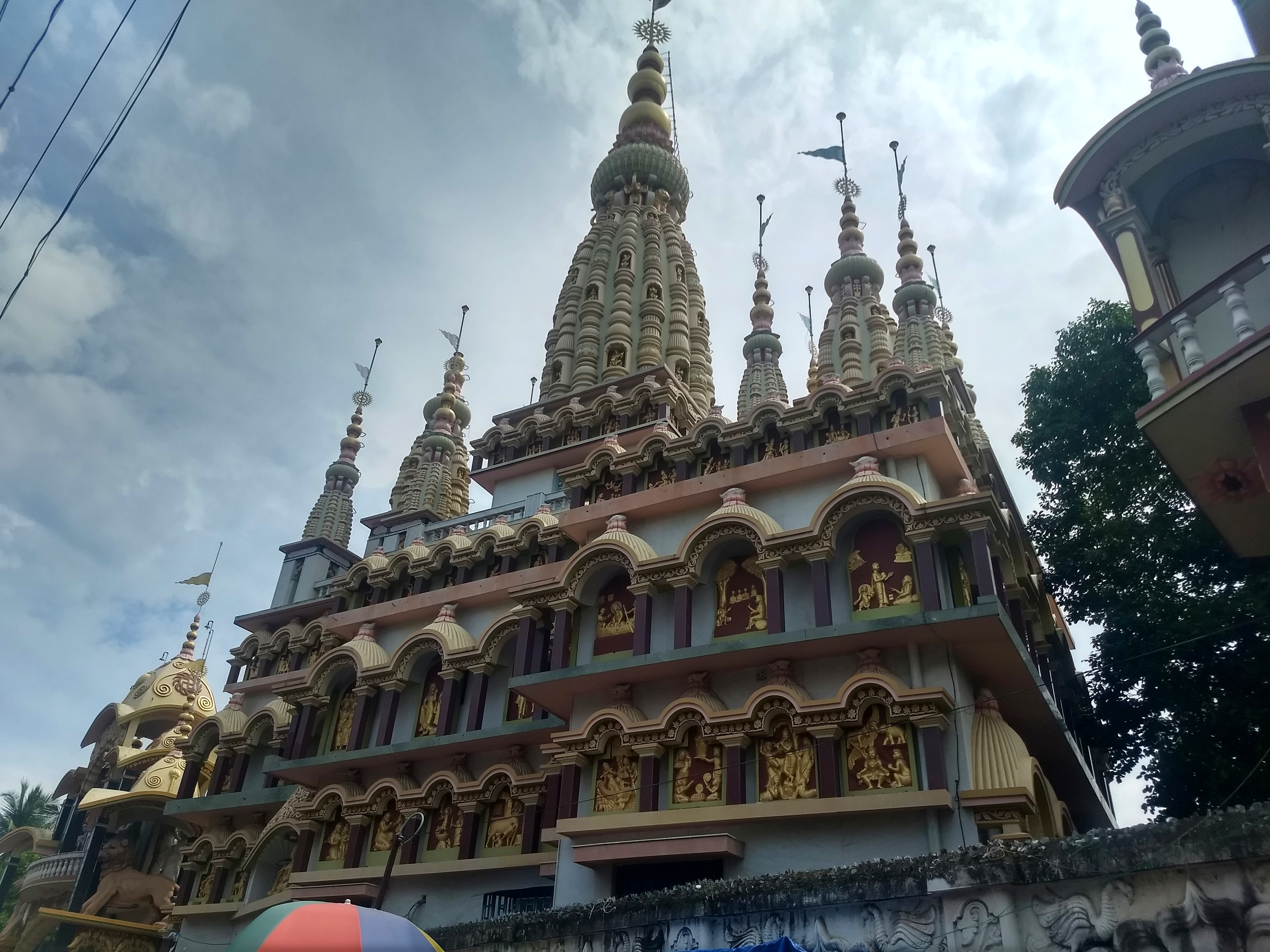
Haupttempel in Nabadwip
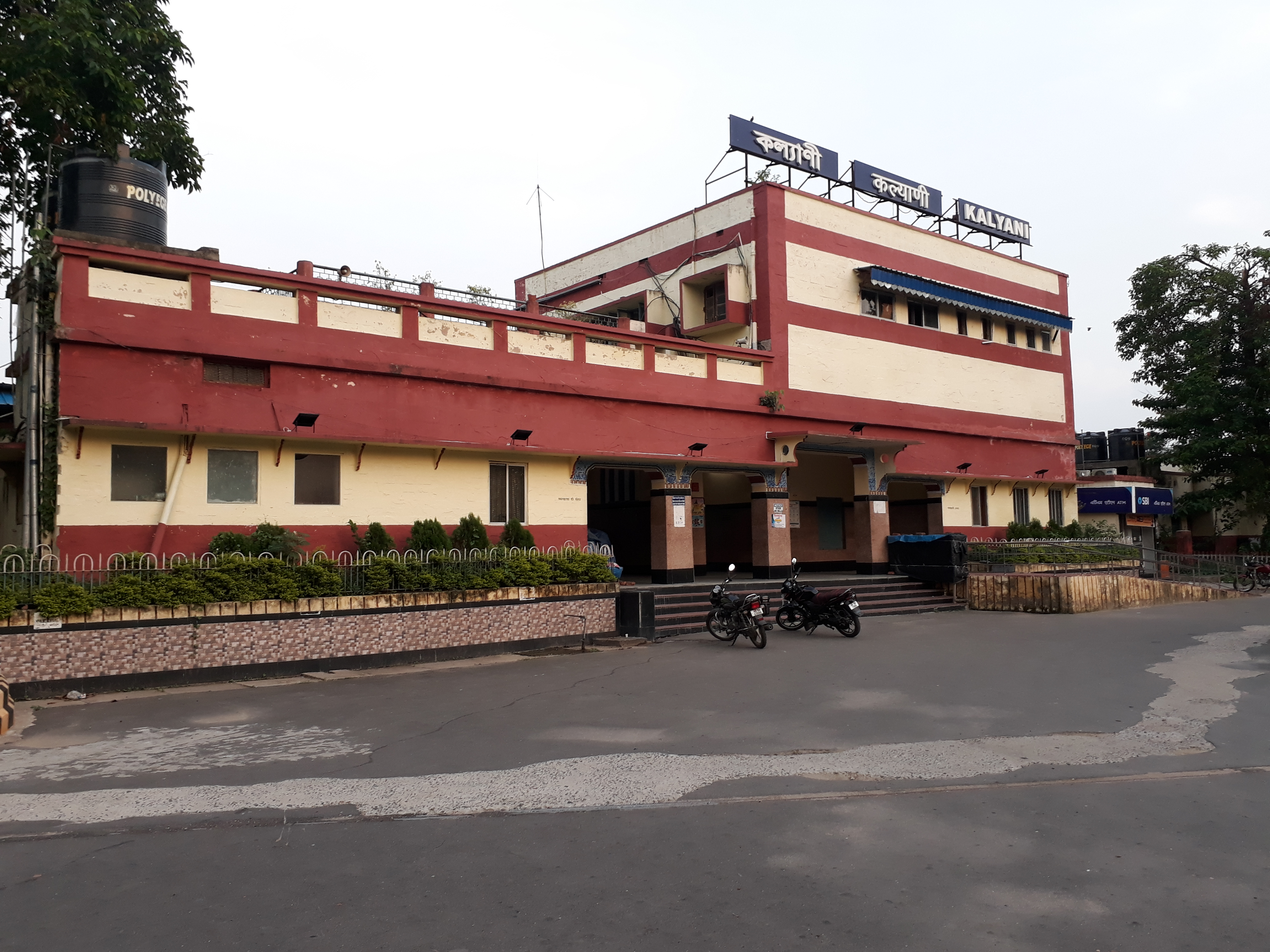
Bahnhof von Kalyani
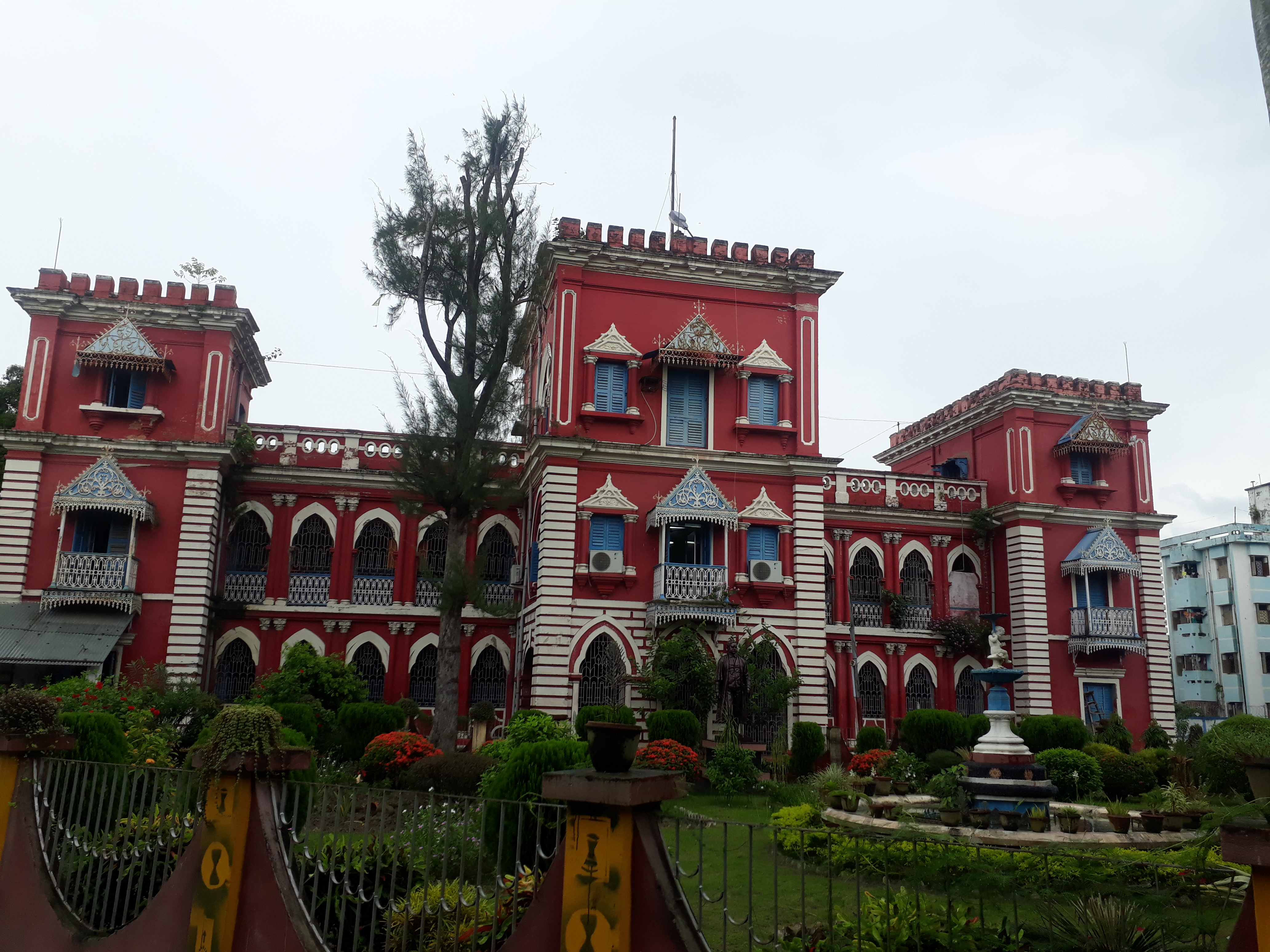
Collegiate Schule in Krishnagar
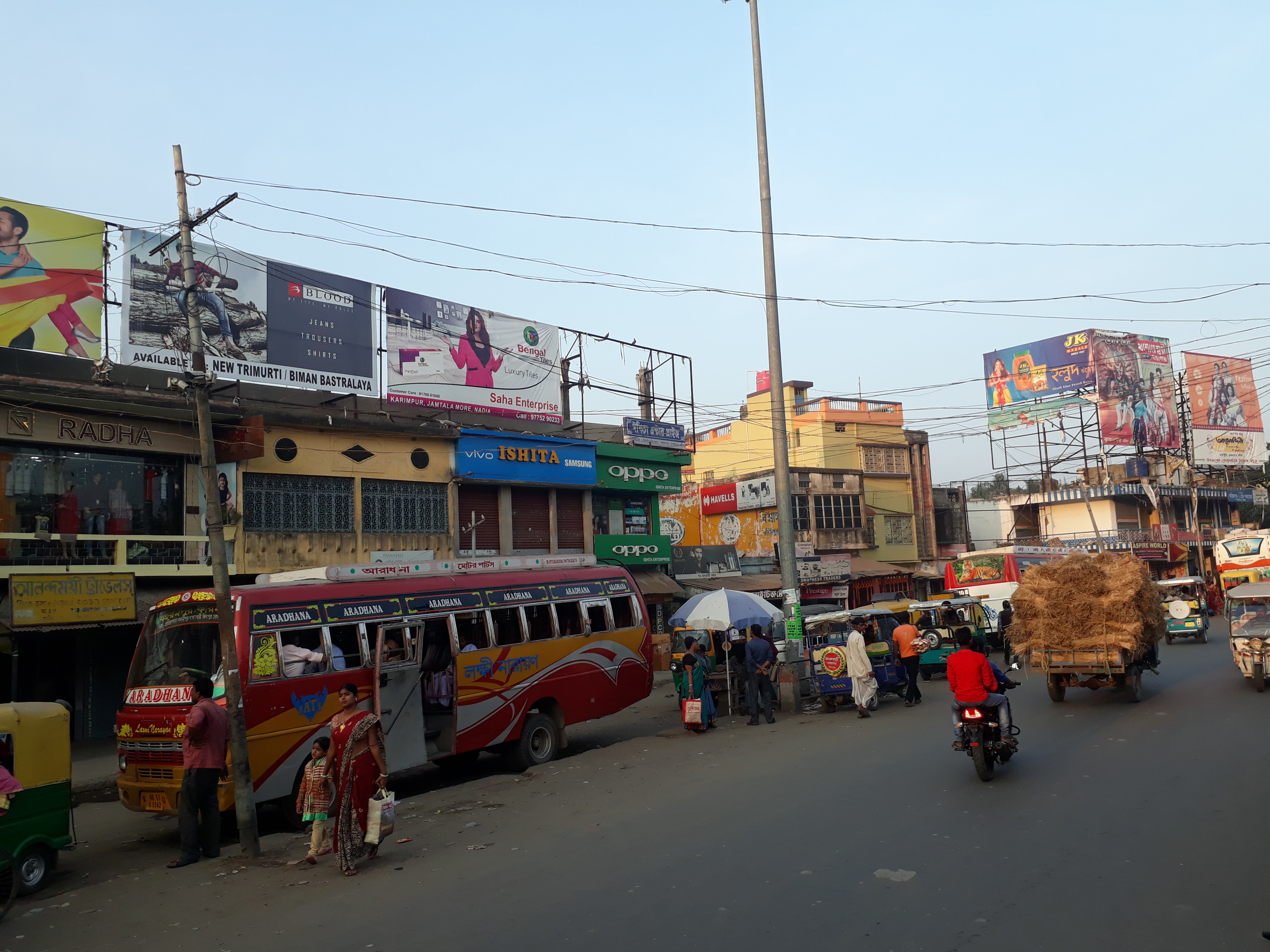
Busbahnhof von Karimpur
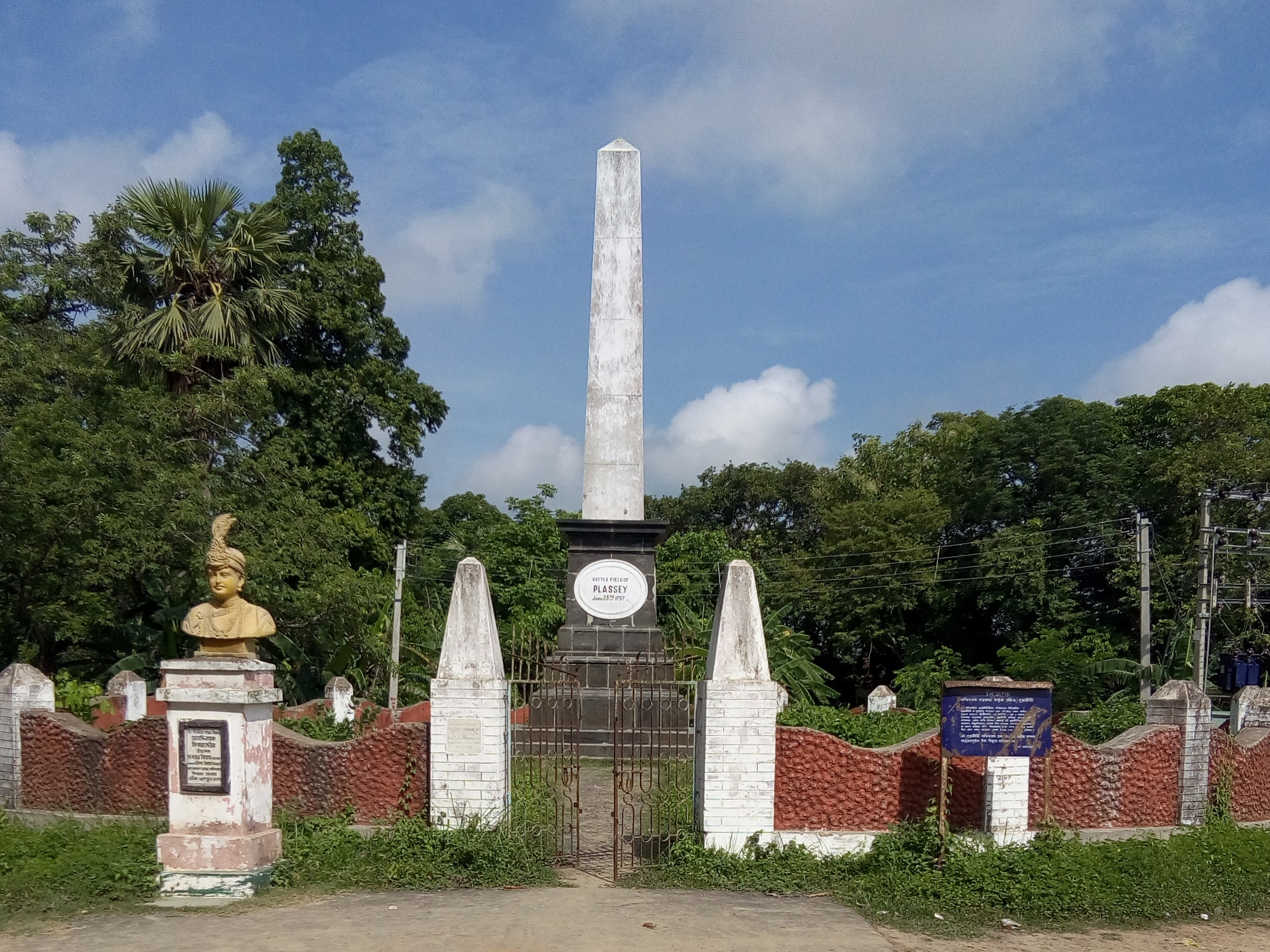
Denkmal für die Schlacht bei Plassey

## Wirtschaft
Der Distrikt Nadia ist immer noch in hohem Maße landwirtschaftlich geprägt; in den größeren Städten gibt es Geschäfte, Handwerksbetriebe und Kleinindustrie sowie Banken, Hospitäler und weiterführende Schulen. 

## Verkehr
Viele Dörfer sind über Buslinien an das regionale Verkehrsnetz angeschlossen. Hinzu kommen als überregionale Straßenverbindungen mehrere National Highways und State Highways. Auf dem Gebiet des Distrikts gibt es zahlreiche Bahnhöfe an den Bahnlinien Richtung Bangladesch, Kolkata und Berhampore.